# 英國鐵路305型電力動車組
英國鐵路305型電力動車組（英語：British Rail Class 305）是一款由唐卡斯特工廠生產的電力動車組。於1959年至2001年期間在英國鐵路服務，目前已退役。
在1973年之前的英國鐵路編號系統裡，本列車型號為AM5。直至綜合運行管理系統引進后，列車才改為現在的型號。

## 類型
英國鐵路305型電力動車組分為三種類型：
- 305/1：3節編組，全部普通等坐席，製造於1960年。
- 305/2：4節編組，3節普通等坐席和1節頭等坐席，製造於1959年。
- 305/9：3節編組，於1984年轉為非載客車廂。

## 事故
- 1990年2月14日，一列空载由英国铁路305型电力动车组、英国铁路308型电力动车组（英语：British Rail Class 308）重联而成的列车在东汉姆站出轨。事故造成伦敦、提伯利及绍森德铁路（英语：London, Tilbury and Southend line）事故路段轨道及架空电缆受损，行车中断。[6]

### 文内引注
1. 1 2  Fox 1994，第10-11頁
2. ↑  Longworth 2015，第129-130, 134-135, 158, 178-180頁
3. 1 2  Railway Magazine January 1961 pp. 11-13 Multiple-Unit Stock for New Great Eastern Electric Services
4. ↑   (PDF). Barrowmore MRG. BRB Residuary Ltd. ED204, ED216, EE209, EE220, EF205, EF206, EF304, EH223.   [31 January 2016]. （原始内容存档 (PDF)于2016-03-03）.
5. ↑  . The Railway Centre. （原始内容存档于14 October 2007）.
6. ↑  McCrickard, John P. . Network South East Railway Society. 6 October 2016  [26 June 2018]. （原始内容存档于26 June 2018）. 已忽略未知参数|df= (帮助)

### 其它参考资料
- Fox, Peter. . British Railways Pocket Book No.2 Summer/Autumn 1987. Platform 5 Publishing Ltd. 1987. ISBN 0906579740. OCLC 613347580.
- Fox, Peter. . British Railways Pocket Book No.4 7th. Platform 5. 1994: 9. ISBN 9781872524603.
- Longworth, Hugh. . Oxford Publishing Co. 2015. ISBN 9780860936688. OCLC 923205678.

## 外部連結
- ACEMU Group Website